# Hister coprophilus
Hister coprophilus är en skalbaggsart som beskrevs av Reiche 1850. Hister coprophilus ingår i släktet Hister och familjen stumpbaggar. Inga underarter finns listade i Catalogue of Life.